# Station Mechelen-Brusselsesteenweg
Station Brusselsesteenweg is een voormalige spoorweghalte die, zoals de naam al doet vermoeden, langs de Brusselsesteenweg nabij de stad Mechelen lag. Het station was zo'n vier jaar lang een halte langs spoorlijn 53 (Schellebelle - Leuven).
Heike ·
Hombeek ·
Mechelen ·
Mechelen-Brusselsesteenweg ·
Mechelen-Kanaal ·
Mechelen-Nekkerspoel ·
Muizen ·
Muizen Goederen
0,0: Schellebelle ·
2,8: Wichelen ·
5,8: Schoonaarde ·
9,7: Oudegem ·
12,5: Dendermonde ·
16,2: Baasrode-Zuid ·
18,2: Koude Haard ·
19,6: Buggenhout ·
21,6: Malderen ·
23,3: Molenheide ·
26,4: Londerzeel ·
28,2: Londerzeel-Oost ·
29,0: Ramsdonk ·
31,0: Kapelle-op-den-Bos ·
34,9: Heike ·
36,6: Hombeek ·
38,8: Brusselsesteenweg ·
39,6: Mechelen ·
42,6: Muizen ·
44,5: Hever ·
46,2: Biststraat ·
48,1: Boortmeerbeek ·
51,4: Haacht ·
52,5: Wespelaar-Heike ·
53,4: Wespelaar-Tildonk ·
55,8: Hambos ·
58,3: Wakkerzeelsesteenweg ·
59,4: Wijgmaal ·
64,1: Leuven